# 陆克平
陆克平（1944年11月—），江苏江阴人，高级经济师。1986年，担任江阴毛纺厂（现阳光集团）厂长兼党支部书记。2014年，成为四环生物实际控制人。由于隐瞒实控人身份，2019年陆克平被证监会罚款2734万元且采取终身市场禁入措施。